# Meczet Lali Mustafy Paszy
Meczet Lali Mustafy Paszy (tur. Lala Mustafa Paşa Camii, gr. Τέμενος Λαλά Μουσταφά Πασά) – meczet w Famaguście wzniesiony pierwotnie jako gotycka katedra św. Mikołaja, miejsce koronacji królów Cypru od 1298 do 1372 roku i największy średniowieczny budynek w mieście.

## Architektura
Kościół wzniesiono z brązowego wapienia, który był także surowcem dla otaczających miasto murów miejskich. Budowla jest trójnawowa, wsparta na dwóch rzędach po sześć kolumn. W konstrukcji katedry nie uwzględniono transeptu. Ma 55 metrów długości i 23 m szerokości. Na południowej ścianie znajdują się dwie kaplice, a na północnej jedna. Zachodnia fasada jest ozdobiona trójwejściowym portalem. Nad środkowymi drzwiami znajduje się okno z rozetą, podobną do umieszczonej w kaplicy z Bellapais, a nad drzwiami bocznymi znajdują się ślepe okna. Dach budowli jest płaski.

## Historia
Jako możliwego projektanta katedry wymienia się Jeana Langlois. Świątynię wznoszono od 1298, zaś ukończono ok. 1400 roku. Konsekracja nastąpiła jednak już w 1328 roku. Budowlę wzniesiono według standardów kościołów europejskich. Katedra w Famaguście została zaprojektowana na wzór katedry w Reims, a jej architekci zostali sprowadzeni z Francji. Katedra była miejscem koronacji królów Cypru od 1298 do 1372 roku na władców Królestwa Jerozolimskiego, podczas gdy koronacja na króla Cypru odbywała się w katedrze w Nikozji.
Według legendy w czasie budowy katedry majster zazdrosny o talent ucznia zwabił tego ostatniego na wieżę pod pozorem pokazania mu błędu konstrukcyjnego, po czym wypchnął go zrzucając na bruk.
W katedrze pochowano królów: Jakuba II i Jakuba III. W tej katedrze wdowa po Jakubie II Katarzyna Cornaro oddała Cypr Republice Weneckiej.
W czasie osmańskiego podboju wyspy w 1571 uszkodzeniu uległy wieże, a nieomal wszystkie witraże zostały zniszczone. Ocalała jedynie rozeta nad portalem wejściowym. Przed katedrą został stracony dowódca weneckiej obrony miasta – Marcantonio Bragadin.
Po zdobyciu miasta, Osmanowie katedrę przebudowali na meczet. W ramach prac remontowych usunięto posągi, freski i ostatnie witraże, zbudowano minaret i mihrab, wnętrze wyłożono dywanami, a umieszczone pod posadzką grobowce opróżniono. Początkowo używaną nazwę meczet Ayasofya zmieniono na meczet Mustafy Lali Paszy, który zdobył dla Osmanów miasto.

## Obecnie
Budowla służy nadal jako meczet, a zwiedzanie budynku jest odpłatne.